# Copa Italia 1942-43

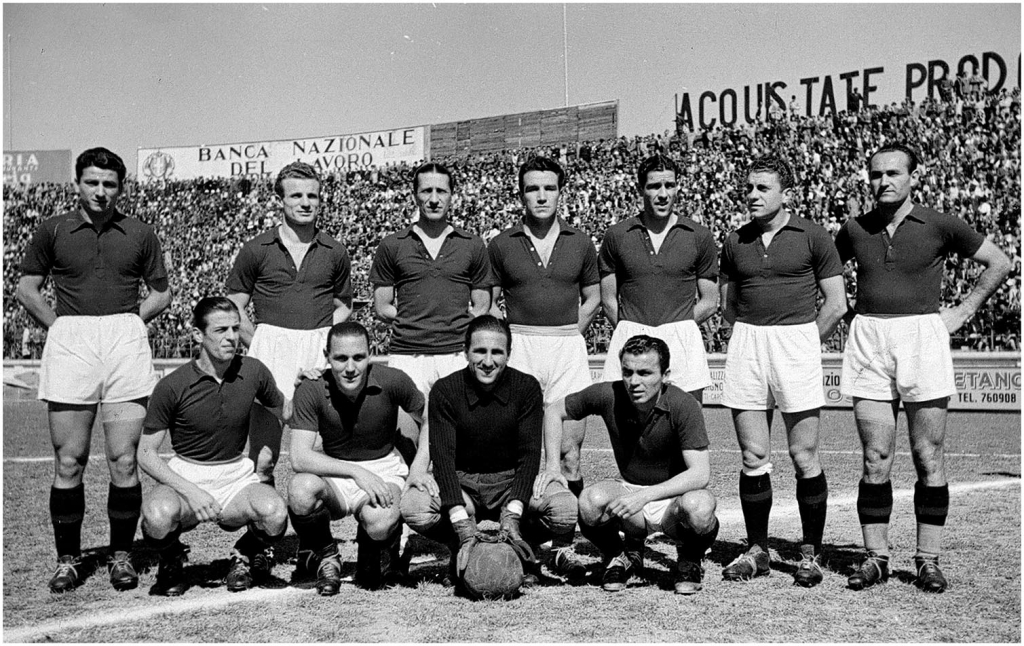
Una formación del Torino en el campeonato de Serie A 1942-1943.

La Copa Italia 1941-42 fue la novena edición del torneo. Torino salió campeón tras ganarle al Venezia 4 a 0.

## Calificaciones - Serie B
|           | 13.09.1942 |         |
| --------- | ---------- | ------- |
| Cremonese | 2 - 1      | Brescia |
| Fanfulla  | 6 - 1      | Savona  |

## Dieciseisavos de final
|                 | 20.09.1942 |                  |
| --------------- | ---------- | ---------------- |
| Atalanta        | 3 - 1      | Liguria          |
| Torino          | 7 - 0      | Anconitana       |
| Livorno         | 2 - 1      | Fiorentina       |
| Padova          | 3 - 5      | Milano           |
| M.A.T.E.R. Roma | 1 - 6      | Juventus         |
| Napoli          | 1 - 2      | Lazio            |
| Bari            | 0 - 3      | Roma             |
| Triestina       | 3 - 0      | Fanfulla         |
| Novara          | 1 - 1*     | Palermo          |
| Venezia         | 2 - 1      | Siena            |
| Pisa            | 0 - 1      | Cremonese        |
| Udinese         | 2 - 1      | Pescara          |
| Modena          | 2 - 0      | Alessandria      |
| Bologna         | 2 - 0      | Ambrosiana-Inter |
| Vicenza         | 3 - 0      | Pro Patria       |
| Génova 1893     | 5 - 3      | Spezia           |

* Palermo clasificó por la renuncia del Novara

## Octavos de final
|           | Risultato |             |
| --------- | --------- | ----------- |
| Atalanta  | 0 - 2     | Torino      |
| Livorno   | 2 - 3     | Milano      |
| Juventus  | 2 - 3     | Lazio       |
| Roma      | 2 - 1     | Triestina   |
| Palermo   | 0 - 2*    | Venezia     |
| Cremonese | 0 - 1     | Udinese     |
| Modena    | 0 - 4     | Bologna     |
| Vicenza   | 1 - 2**   | Genova 1893 |

* Palermo fue excluido del torneo por las invasiones americanas a Sicilia.

** El partido había sido cuando el Génova ganaba 2 a 1, luego el partido se continuó jugando el 2 de mayo.

## Cuartos de final
|         | Risultato |             |
| ------- | --------- | ----------- |
| Torino  | 5 - 0     | Milano      |
| Lazio   | 1 - 2     | Roma        |
| Venezia | 3 - 2     | Udinese     |
| Bologna | 2 - 5     | Génova 1893 |

## Semifinal
|         | Risultato |             |
| ------- | --------- | ----------- |
| Torino  | 2 - 0*    | Roma        |
| Venezia | 3 - 0     | Génova 1893 |

* Partido suspendido cuando el Torino ganaba 3 a 1 por el mal comportamiento de los jugadores de la Roma. El partido, por reglamento, fue ganado por el Torino por 2 a 0.

## Final
|        | Milán, 30-5-1943 |         |
| ------ | ---------------- | ------- |
| Torino | 4 - 0            | Venezia |

### Formaciones
Torino: Bodoira, Piacentini, Ferrini, Gallea, Ellena, Grezar, Ossola, Loik, Gabetto, Mazzola, Ferrari.
Venezia: Eberle, Tortora, Di Gennaro, Arienti, Puppo, Stefanini, Degli Esposti, Novello, Pernigo, Petron, Alberico.